# クリスタ・ミューア

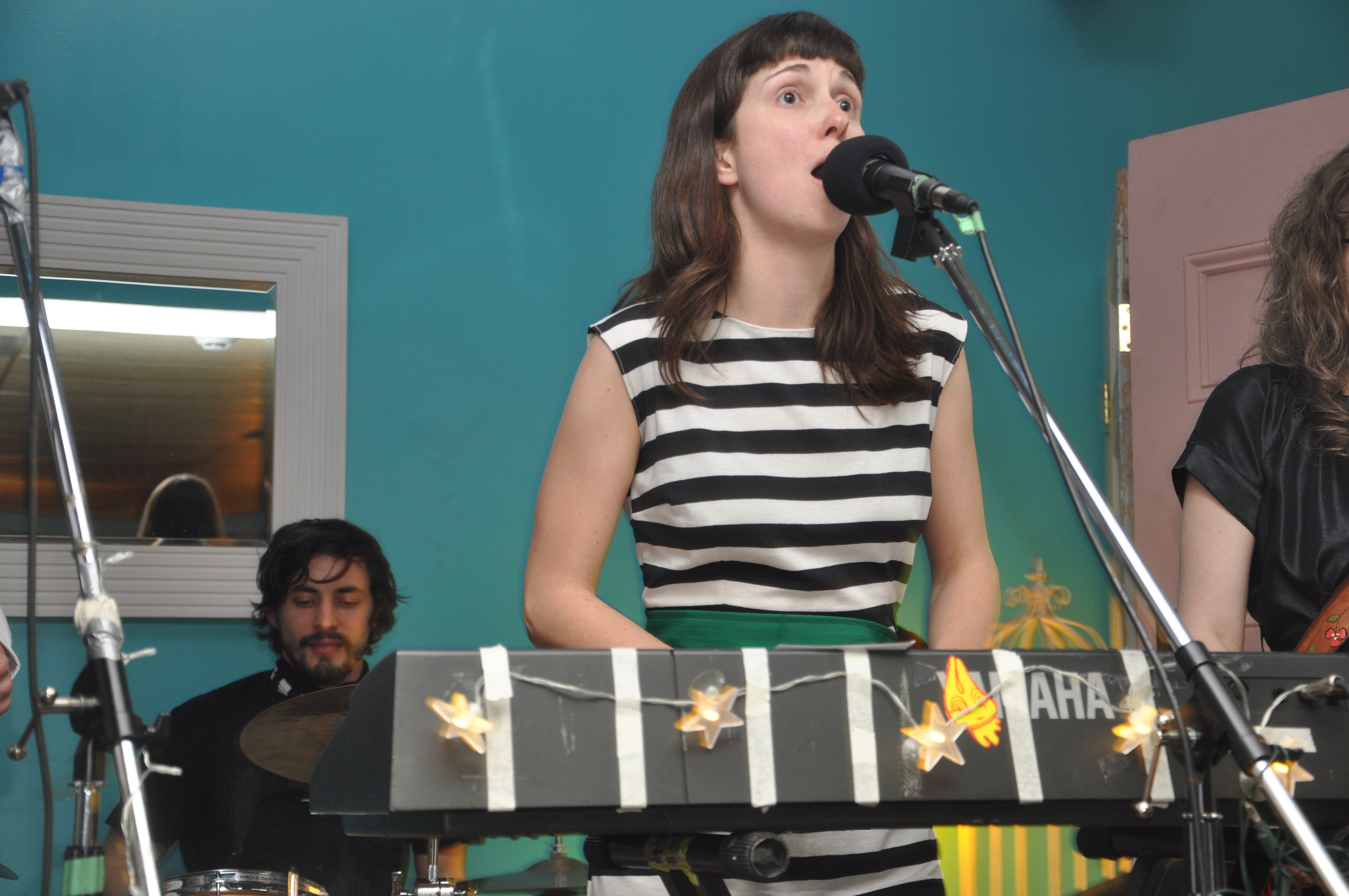
クリスタ・ミューア、2011年撮影。

クリスタ・ミューア (Krista Muir) は、カナダのインディ・ロック系シンガーソングライターで、ケベック州モントリオールに活動の拠点を置いている。活動の初期には、レーダーホーゼン・ルシール (Lederhosen Lucil) というキャラクターを作って、それを芸名として使っていたが、2007年からは、実名で録音や演奏をするようになった。彼女は、年代物のヤマハのキーボード2台を操り、時にはウクレレを弾きながら、歌う。

## 生い立ち
ミューアはオンタリオ州キングストンに生まれ、大学生活をケベック州モントリオールで過ごした。子どもの頃には、ピアノを習い、その一方でラモーンズ、ザ・クラッシュ、ペット・ショップ・ボーイズなどを聴いていた。彼女はまた、ピーウィー・ハーマンの『Pee Wee's Playhouse』をはじめ、『Read All About It!』、『Seeing Things』、『Sol』、『ドクター・フー』などのテレビ番組が大好きだった。クラシック音楽のヴァイオリンとピアノの教育を受けた彼女だったが、高校時代から楽曲を書き始め、ワイルド・ガール・スープ (Wild Girl Soup) という女性トリオのグループで独学したベースとボーカルを担当するようになった。また、ポルカ・コラ (Polka Kola) というスカ・サーフ・バンドでもバースを演奏し、マギル大学の様々な学部出身のメンバーたちと出会った。1998年に、Yamaha PSR-180 を贈り物としてもらったことを契機に、彼女は自分の日常生活のあれこれを楽曲で表現し始めた。

## 経歴
ミューアは最初、オンタリオ州キングストンで活動するミュージカル劇団や青年オーケストラ、合唱団のコミュニティなどで活発に活動し、1998年からはレーダーホーゼン・ルシールという別人格として活動し始めた。ルシール名義でカセット『LL...Let's Hose!』を1999年に発表し（録音は Hawksleytown Studios、エンジニアは Karl Mohr)、2000年には『Frozenhosen』（以上2作は、後にまとめてリマスターされ、最初の「公式」リリースとされた『Hosemusik』となった）が出て、2002年に『Hosemusik』（内容の大部分は、トロントの Junkshop Recording Studio で、Fembots というバンドとともに録音されたもの）、2003年には『Tales From the Pantry』がリリースされた。『Tales From the Pantry』は、2003年6月に、ニューヨークのブルックリンでエンジニア/プロデューサー Terence Bernardo によってわずか10日間で録音とミックスがおこなわれたが、これは70公演が予定されたツアーに先立ったもので、友人でかつてのルームメイトだった Eric San（DJ キッド・コアラ）に招かれたLLはこのツアーに参加した。2003年の秋から冬にかけておこなわれたキッド・コアラの『Short Attention Span Theatre Tour』は、北アメリカとヨーロッパを回り、彼女は国際的なファンをつかんだ。彼女はお気に入りの映像作家 Kara Blake との共作を Semi-Sweet ビデオから発表し、キッド・コアラがリミックスを担当した。
2005年には、レーダーホーゼン・ルシール・イン・ヨーロッパとして4か月に及ぶツアーを敢行し、また、小さな安物のソプラノ・ウクレレを用いた楽曲制作を始めた。
2007年、ミューアは本名での活動を始め、その年のうちにバリトン・ウクレレをフィーチャーしたアルバム2枚『Leave Alight』と『Accidental Railway』を発表した。『Accidental Railway 』は、Indica Records から発売されたが、それ以外のアルバムは、彼女自身が立ち上げた hypo records apartment レーベルから発表された。これら2作について、彼女はミュージシャンでビジュアル・アーティストの Shane Watt と協働した。
2011年、ミューアは、サイケ・ポップ・アルバム『Between Atoms』を Marsonic Studios で録音、ミックスした。このアルバムは、ミューア自身がエンジニアリング、ミックス、プロデュースをおこない、アートワークもおこなって、より一層独自の楽曲を、数種類の年代物のキーボード、ソプラノ/テナー/バリトン・ウクレレ、ヴァイオリン、オムニコード、パーカッションの伴奏で歌ったものをフィーチャーした。
ミューアの、ジャンルの枠組みを曲げた2013年のアルバム『Guten Tag Gemini』には、ポスト・パンク・ポップ・フォーク・ロック・ガレージ・ダンスの楽曲が、本名と別人格であるレーダーホーゼン・ルシール名義の両方で収められている。「Skate for their Lives」では、二人が「デュエット」している（この曲は、ミューアがファンであり、LLが何度か演奏した、カナダ女子ホッケー・リーグ所属の女子アイス・ホッケーのチームであるモントリオール・スターズ（Montréal Stars、後のLes Canadiennes de Montréal）についてのものであり、イントロにはゲームの実況音声が使われており、バックボーカルには彼女の姉妹である Kori Muir も参加している）。彼女はこのアルバムを「コンピレーション」だとしており、オタワの Mercy Buckets のライブからの2曲（「Sensitive Boy」、「Rich Family」）と、) and a slew of misfit songs recorded at Marsonic Studios で録音された多数の場違いな楽曲の断片も収録されている。ミューアは、慢性的な子宮内膜症の悪化のために、『Guten Tag Gemini』に合わせたツアーをキャセルしなければならなくなった。
2016年3月、ミューアはフィッシュ・ハウス (Fisch Haus) のレジデンシーを獲得し、アメリカ合衆国カンザス州ウィチタで、「Chanson-O-Grammes: Beloved Object Edition」と題したプロジェクトに取り組んだ。レジデンシー期間中、彼女は依頼された主題について様々な楽曲を作曲した。2017年には、エンジニア/プロデューサーの Howard Bilerman のリクエストを受け、Hotel2Tango で、the Karpinka Brothers のアルバム 『Talk is Cheap』のバックボーカルを務めた。
しばしば予期せぬ発作に襲われる慢性的な子宮内膜症のため、ツアーをおこなうことが困難になったミューアは、楽曲を書き、自らエンジニアリングをして2018年に『The Tides』をリリースし、このアルバムは「私の命を救ってくれた」と述べた。アルバムには、「Social Pariah」、「Girl Possessed」、「What Doesn't Kill You」、「The Knife」などの楽曲が収められた。これらの楽曲には、ビジュアル・アーティスト、ミュージシャンで、ビデオ作家でもある Amy Torok がライブ演奏時に歌詞を表示するサイケエリックなビデオを制作した。彼女は、アメリカ子宮内膜症基金のために、創作を通したカタルシスについての楽曲を書き、カナダ子宮内膜症ネットワーク (the Endometriosis Network Canada) にボランティアとして参加して、役員も務めた。ミューアは、このアルバムに合わせて、カナダで「サイケデリック・ストーリーテリング (psychedelic storytelling) のショーを展開した。
ミューアは、彼女のアルバムに他のアーティストたちからの貢献を得ており、ライブ録音でも同様である。彼女が共同作業してきたアーティストには、キッド・コアラをはじめ、映像作家の Kara Blake、音楽プロデューサーの Shane Watt や Paul Beaulieu などがいる。

## ディスコグラフィ
- Lederhosen Lucil... Let's Hose! (1999)
- Frözen Hosen (2000)
- Hosemusik (2002)
- Music To Climb Stairs By (2003)
- Tales From the Pantry (2003)
- Apricota (2004)
- Leave Alight (2007)
- Accidental Railway (2008)
- Between Atoms[15] (2011)
- Guten Tag Gemini[16] (2013)
- A Pocket Full of Lullabies[17] (2015)
- The Tides[18] (2018)